# Keski-Suomi
Keski-Suomi (svensk: Mellersta Finland, dansk: Mellemste Finland) er et landskab i Vestfinlands len i det centrale Finland. 
- Areal: 19.761 km².
- Indbyggertal: 272.897 (30.6. 2024).
- Befolkningstæthed: 13,5 indb./km².

Byen Jyväskylä er centrum for landskabet og den klart største by i området. Landskabet ledes af Anita Mikkonen (2006). Landskabet er "ensproget finsk".

## Kommuner
Landskabet består af 22 kommuner – 6 by- og 17 landkommuner. Alle kommunerne er "ensproget finsk", idet der kun er et meget lille svensktalende mindretal (f.eks. ca. 0,2 % i Jyväskylä). Derfor har de fleste kommuner intet decideret svensk navn, som det ellers er tilfældet i dele af Finland, hvor svensk er mere udbredt.
Bykommuner
| Finsk navn | Svensk navn | Indb.   |
| ---------- | ----------- | ------- |
| Jyväskylä  | -           | 145.943 |
| Jämsä      | -           | 22.706  |
| Keuruu     | Keuru       | 11.380  |
| Saarijärvi | -           | 10.080  |
| Viitasaari | -           | 7.510   |
| Äänekoski  | -           | 13.710  |

Landkommuner
| Finsk navn  | Svensk navn | Indb. |
| ----------- | ----------- | ----- |
| Hankasalmi  | -           | 5.590 |
| Joutsa      | -           | 4.110 |
| Kannonkoski | -           | 1.640 |
| Karstula    | -           | 4.850 |
| Kinnula     | -           | 1.940 |
| Kivijärvi   | -           | 1.440 |
| Konnevesi   | -           | 3.130 |
| Kuhmoinen   | Kuhmois     | 2.825 |
| Kyyjärvi    | -           | 1.700 |

| Finsk navn | Svensk navn | Indb.  |
| ---------- | ----------- | ------ |
| Laukaa     | Laukas      | 16.930 |
| Luhanka    | Luhango     | 960    |
| Multia     | Muldia      | 2.030  |
| Muurame    | -           | 8.625  |
| Petäjävesi | -           | 3.760  |
| Pihtipudas | -           | 4.960  |
| Toivakka   | -           | 2.380  |
| Uurainen   | Urais       | 3.110  |